# Sergio Salgado
Sergio Mario Salgado Cofré (* 12. September 1958 in Chillán) ist ein ehemaliger chilenischer Fußballspieler, der die meiste Zeit seiner aktiven Karriere bei CD Cobresal spielte. Sein größter Erfolg war der Gewinn der Copa Libertadores 1991 mit CSD Colo-Colo. Salgado spielte 17-mal für die chilenische Nationalmannschaft und ist bis heute der drittbeste Torjäger der zweiten Liga in Chile.

## Karriere

### Vereinskarriere
Seine erfolgreichste Zeit hatte Sergio Salgado bei CD Cobresal, bei dem er von 1980 bis 1988 spielte. Mit dem Verein stieg er 1983 in die Primera División Chiles auf und etablierte sich dort. 1986 wurde Salgado Torschützenkönig der 1. Liga und gewann 1987 die Copa Chile. Nach seiner Zeit bei Cobresal ging er zu CSD Colo-Colo, wo er zwei Mal in Folge das chilenische Double aus Meisterschaft und Copa Chile holte. 1991 gelang Salgado sowie Colo-Colo der größte Erfolg. Das Team gewann den wichtigsten Vereinswettbewerb Südamerikas, die Copa Libertadores nach einem 3:0-Sieg im Rückspiel. Das Hinspiel gegen Finalgegner Club Olimpia in Asunción endete noch torlos. Salgado kam im Finale allerdings nicht zum Einsatz.
Nach weiteren Stationen bei Deportes Antofagasta und Universidad de Chile ging er wieder zu Cobresal zurück, das mittlerweile in die Primera B abgestiegen waren. Mit dem Team schaffte er den sofortigen Aufstieg und wurde Torschützenkönig der Primera B. 1994 stieg Cobresal trotz Salgados 11 Saisontoren direkt wieder ab. 1995 und 1996 wurde der Stürmer zum 3. und 4. Mal Torschützenkönig der Primera B. 1997 beendet Salgado seine Karriere bei Deportes Arica.

### Nationalmannschaftskarriere
Für die chilenische Nationalmannschaft gab Salgado am 19. Oktober 1985 sein Debüt beim 0:0 im Freundschaftsspiel gegen Paraguay. Bei der Copa América 1987 erreichte Salgado mit dem Team das Finale. In den Gruppenspielen gegen Venezuela und Brasilien sowie im Halbfinale gegen Kolumbien wurde der Stürmer jeweils eingewechselt. Beim 3:1-Erfolg gegen Venezuela gelang ihm das Tor zum 3:1-Endstand. Im Finale bei der 0:1-Niederlage gegen Uruguay kam Salgado nicht zum Einsatz.

## Erfolge
CD Cobresal
- Primera B (2): 1983, 1993
- Chilenischer Pokalsieger: 1987
- Torschützenkönig der Primera División: 1986
- Torschützenkönig der Primera B (4): 1981, 1993, 1995 1996

CSD Colo-Colo
- Chilenischer Meister (2): 1989, 1990
- Chilenischer Pokalsieger (2): 1989, 1990
- Copa Libertadores: 1991